# Mark Snoeren
M.A.J. (Mark) Snoeren (Udenhout, 25 augustus 1974) is een Nederlands voormalig politicus. Namens de Volkspartij voor Vrijheid en Democratie (VVD) was hij van 2020 tot 2021 lid van de Tweede Kamer der Staten-Generaal. Daarnaast was hij tussen 2010 en 2022 gemeenteraadslid in Nieuwegein.

## Opleiding en niet-politieke carrière
Snoeren volgde een opleiding om onderofficier bij de Koninklijke Marechaussee te worden. Later diende hij ook als officier en hij is nog steeds reserveofficier. Na zijn jaren bij de krijgsmacht werkte Snoeren achtereenvolgens als afdelingsmanager bij de gemeente Lingewaard, als veiligheidsmanager bij de Nederlandse Spoorwegen en als strategisch adviseur bij transmissienetbeheerder TenneT. Tijdens zijn werkzame leven studeerde hij ook overheidsmanagement op De Haagse Hogeschool en behaalde hij de graad Master of Public Administration aan de Universiteit Leiden.
Hij is sinds september 2017 eigenaar van Skipiste Nieuwegein. Een jaar later werd er 's nachts in het restaurant brandgesticht. Snoeren wist de schade te beperken door de brand te blussen.

## Politiek
Sinds maart 2010 is Snoeren lid van de gemeenteraad van Nieuwegein, waar zijn partij de grootste werd. Nadat hij in 2014 herkozen was, werd hij voorzitter van de VVD-fractie. In 2018 was hij de lijsttrekker van de VVD bij de Nieuwegeinse gemeenteraadsverkiezingen. Bij de volgende verkiezingen in 2022 was hij een van de lijstduwers en bij zijn afscheid van de gemeenteraad op 29 maart 2022 werd hij benoemd tot Lid in de Orde van Oranje-Nassau.

### Tweede Kamer (2020-2021)
Snoeren stond bij de Tweede Kamerverkiezingen van 2017 op plaats 51 van de VVD-kandidatenlijst, wat niet voldoende was om gekozen te worden. Hij ontving 1.906 voorkeurstemmen. Hij had ook op de kieslijst van de VVD gestaan in 2012, destijds op plek 66.
Op 22 september 2020 werd hij alsnog geïnstalleerd als lid van de Tweede Kamer, als opvolger van Anne Mulder die op 17 september 2020 was afgetreden om wethouder in Den Haag te worden. Snoeren bleef lid van de Nieuwegeinse gemeenteraad met openbare orde, veiligheid, internationaal beleid en bestuurlijke vernieuwing als specialismen, maar hij stapte twee dagen na zijn beëdiging wel op als fractievoorzitter. Hij was in de Tweede Kamer lid van de commissies voor binnenlandse zaken en defensie. Binnen zijn partij was hij woordvoerder op het gebied van lagere overheden en veteranenbeleid.
Hij besloot zich niet verkiesbaar te stellen voor de verkiezingen in maart 2021 om zich op zijn bedrijf te kunnen richten. Op 30 maart 2021 nam hij afscheid van de Tweede Kamer.

## Privéleven
Snoeren woonde tijdens zijn Kamerlidmaatschap in Nieuwegein met zijn vrouw en twee dochters.